# Sorin Constantinescu
Sorin Constantinescu (n. 11 august 1967, Timișoara, România) este un antreprenor român și consultant în afaceri, fondatorul Pokerfest România, cel mai mare organizator de festivaluri de poker din Europa de Est și fondatorul Gaming Consulting, liderul pieței de consultanță în domeniul jocurilor de noroc.
Este cunoscut ca fiind cea mai importantă persoană din întreaga industrie a jocurilor de noroc din România, având atât o educație cât și o experiență vastă în domeniu. Scrie articole, lucrări, studii și cărți de specialitate, ține conferințe, devenind astfel una dintre vocile active în România, în industria gambling-ului. Și-a câștigat notorietatea la nivel național în urma ieșirilor publice la televiziuni și în interviuri, demascând practicile și relațiile comerciale nefirești din cadrul Loteriei Române, unde a activat în calitate de consilier.
Din iulie 2021 când a publicat primul său video live, Sorin Constantinescu a început să acorde mai mult atenție canalului său de YouTube, dobândind zeci de mii de abonați într-un singur an. În afară de canalul său, Sorin Constantinescu este o prezență constantă și la alte podcasturi unde în calitate de invitat. 

## Primii ani
A absolvit Facultatea de Construcții din cadrul Universității Politehnica Timișoara și Facultatea de Economia Turismului Intern și Internațional din cadrul Universității Româno Americană București. A obținut un masterat  în Investigarea Fraudelor din cadrul Academiei de Poliției “Alexandru Ioan Cuza”, București și un doctorat în Ordine Publică și Siguranță Națională – Aspecte specifice criminalității economico-financiare din domeniul jocurilor de noroc din cadrul Academiei de Poliției “Alexandru Ioan Cuza”, București. De asemenea, a urmat diverse cursuri și workshop-uri în Las Vegas pe teme precum: 
- Identificarea trișorilor în cazinouri
- Psihologia jucătorului
- Detectarea dependenței de jocuri de noroc

## Afilieri academice și recunoaștere profesională
- În calitate de Președinte al AOCR (Asociația Organizatorilor de Cazino din România) a semnat o serie întreagă de protocoale de colaborare cu MAI (Ministerul Afacerilor Interne), ONPCSB (Direcția Națională de Prevenire și Combatere a Spălării Banilor) și a participat la o serie de cursuri de instruire organizate de ONPCSB[11].
- Participare în calitate de consultant-expert la toate workshop-urile organizate pentru modificarea legislației în domeniul jocurilor de noroc și pentru modificarea legislației privind prevenirea și combaterea spălării banilor.
- Începând cu anul 1992 a participat la peste 40 de târguri internaționale și conferințe, având calitatea de speaker, precum: ICE Londra, Las Vegas, Milano.
- Începând cu anul 1997 – invitat permanent în calitate de expert la ședințele comitetului de autorizare a jocurilor de noroc[11].
- Invitat permanent la Academia de Poliție Departamentul de Investigare a Fraudelor pentru a ține prelegeri.[12]
- “Diplomă de Onoare Sfântul Andrei – Protectorul României” acordată de Patriarhia Română pentru sprijinul acordat bisericii – 24 Octombrie 2011[13]

## Publicații de specialitate
- MONOGRAFIE “Jocurile de noroc în contextul globalizării”, Vol. I și II,Editura Sitech Craiova, 2010 – ISBN 978- 606-11-0690-5, ISBN 978-606-11-0707-0, ISBN 978-606-11-0708-7
- ARTICOL “Jocurile de noroc. Distracție sau dependență, stres sau relaxare, agonie sau extaz” – JURNALUL DE INVESTIGAȚII CRIMINALISTICE Nr. 4, Decembrie 2009, Editura Sitech ISSN 1844-7945
- ARTICOL “Analiza infracțiunilor în jocurile de noroc din România” – publicat în limba engleză în JURNALUL DE INVESTIGAȚII CRIMINALISTICE Nr. 5, Iunie 2010, Editura Sitech - ISSN 1844-7945
- ARTICOL “Jocurile de noroc online în România” JURNALUL DE INVESTIGAȚII CRIMINALISTICE Vol. IV, Nr. 2 Decembrie 2011, Editura Universul Juridic – ISSN 1844-7945
- RAPORT “Jocurile de noroc online în România. Organizarea și licențierea în România - stat membru al Uniunii Europene “ – Sesiune de comunicări științifice cu participare internațională “Uniunea Europeană – spațiu al libertății, securității și justiției” – Academia de Poliție “Alexandru Ioan Cuza”, 24-25 Noiembrie 2011, volumul II, Editura Sitech – ISBN 978-606-11-2441-1 and ISBN 978-606-11-2442-8
- RAPORT “Jocurile de noroc online. Controverse la nivel internațional referitoare la sistemul judiciar” susținut la Universitatea Româno-Americană în cadrul Conferinței cu participare internațională “Instituțiile juridice contemporane în contextul integrării în Uniunea Europeană”, ediția a 5 a, 11-12 Noiembrie 2011
- ARTICOL “Jocurile de noroc online în România” – JURNALUL DE INVESTIGAȚII CRIMINALISTICE, Vol. IV, ediția 2/2011, Decembrie 2011, Editura Universul Juridic – ISSN 2247 – 9503
- ARTICOL “Poker, sport sau joc de noroc? Controverse, probleme legale în domeniu” – JURNALUL DE INVESTIGAȚII CRIMINALISTICE, Vol. V, Ediția 1/2012, Editura Universul Juridic – ISSN 2247 – 9503
- RAPORT “Aspecte teoretice și practice în organizarea și funcționarea jocurilor de noroc în România” susținut la Universitatea Româno-Americană în cadrul Conferinței naționale cu participare internațională “Instituțiile juridice contemporane în contextul integrării în Uniunea Europeană”, ediția a 6 a, 16-17 Noiembrie 2012.
- ARTICOL “Jocurile de noroc în România. Aspecte teoretice și practice referitoare la ilegalități ce pot fi comise în acest domeniu” – JURNALUL DE STUDII DE SECURITATE PUBLICĂ, Volumul 1, nr. 4/2012. Editura Sitech – ISSN 2284-8592
- ARTICOL “Criminalitatea economică și financiară în domeniul jocurilor de noroc. Studiu de caz – Loteria Națională” – JURNAL “ACTA UNIVERSITATIS GEORGE BACOVIA. JURIDICA”, Volumul 1, Ediția 2/2012, Editura Universității “George Bacovia” Bacău, România, – ISSN 2285 - 0171.

Pagina oficiala de Facebook